# Glockenbach (Musikprojekt)

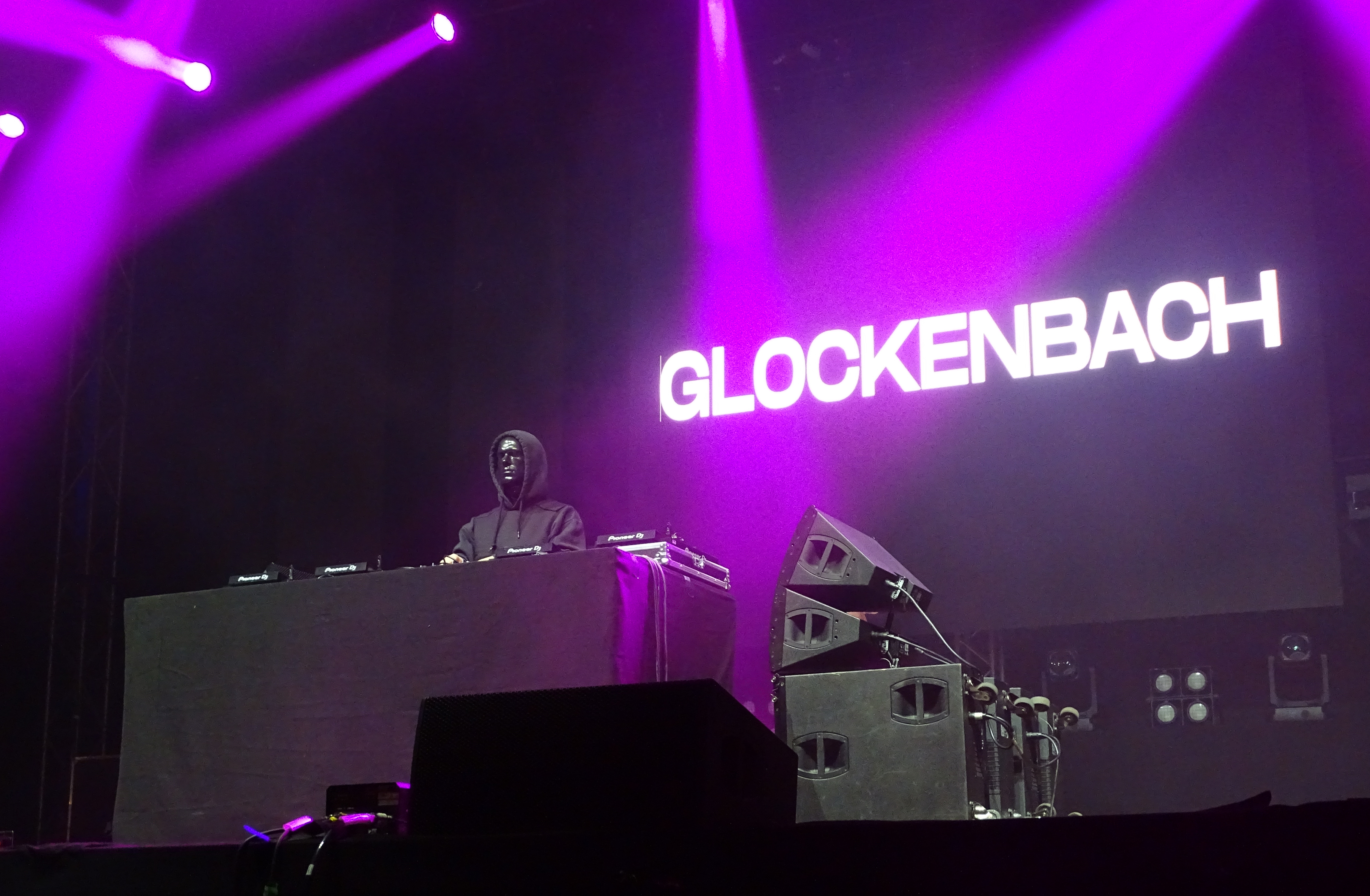
Glockenbach (2023)

Glockenbach ist ein deutsches Musikprojekt.

## Bandgeschichte
Glockenbach ist ein deutsches Musikprojekt, das sich 2020 gründete und vermutlich aus mehreren Produzenten besteht. Sie verstehen sich als Kollektiv, das keinen Wert auf persönliches Branding legt. Es benannte sich nach dem Münchener Viertel gleichen Namens. Das Kollektiv steht bei WeFor unter Vertrag. Am 10. Juli 2020 veröffentlichte das Projekt ihre erste Solosingle Dancing in the Dirt mit der Berliner Sängerin Mougleta, die ursprünglich aus dem Libanon stammt und auch schon in Toronto und Dubai lebte. Dancing in the Dirt ist ein Remix des Songs The Dirt des schwedischen Sängers Benjamin Ingrosso.
Es folgten weitere Singles. Die erste Chartplatzierung erreichten sie mit Redlight. Als Gast befindet sich das Trio ClockClock auf dem Track, wobei Bojan Kalajdzic die Vocals übernahm. Die Single erschien am 21. Februar 2021 und erreichte am 23. Juli 2021 mit Platz 38 ihre Höchstplatzierung.

## Musikstil
Musikalisch handelt es sich bei Glockenbach um ein Projekt des Genres Electronic Dance Music beziehungsweise der Elektronischen Popmusik mit tanzbaren Stücken.

## Diskografie
Singles
- 2020: Dancing in the Dirt (feat. Mougleta)
- 2020: Do (mit Millé & Malou Prytz)
- 2021: Redlight (feat. ClockClock, CH: Gold)
- 2021: Brooklyn (feat. ClockClock)
- 2022: Dirty Dancing (feat. Ásdís)
- 2023: Yeah (mit Joel Corry & Tenchi feat. ClockClock)
- 2023: Lifeline (feat. Ella Henderson; #2 der deutschen Single-Trend-Charts am 5. Januar 2024[7])
- 2023: Secrets (mit Öwnboss feat. Jazz Montell)
- 2024: Magic Moment (feat. Chris de Sarandy; #9 der deutschen Single-Trend-Charts am 17. Mai 2024[8])
- 2024: Better Days (feat. Declan J Donovan)

Remixe
- 2020: Kiesza – Love Me with Your Lie

## Auszeichnungen für Musikverkäufe
Anmerkung: Auszeichnungen in Ländern aus den Charttabellen bzw. Chartboxen sind in ebendiesen zu finden.
| Land/RegionAuszeichnungen für Musikverkäufe (Land/Region, Auszeichnungen, Verkäufe, Quellen) | Gold     | Platin | Verkäufe | Quellen           |
| -------------------------------------------------------------------------------------------- | -------- | ------ | -------- | ----------------- |
| Deutschland (BVMI)                                                                           | 3× Gold3 | —      | 600.000  | musikindustrie.de |
| Österreich (IFPI)                                                                            | 2× Gold2 | —      | 30.000   | ifpi.at           |
| Schweiz (IFPI)                                                                               | 3× Gold3 | —      | 30.000   | hitparade.ch      |
| Insgesamt                                                                                    | 8× Gold8 | —      |          |                   |